# Jean-Claude Annoux
Pour les articles homonymes, voir Annoux (homonymie).
Jean-Claude Annoux est un  auteur-compositeur-interprète français, né Jean-Claude Bournizien le 15 mai 1939 à Beauvais et mort le 2 octobre 2004 à Martigues.
Il est l'auteur des chansons Aux jeunes loups en 1965 et des Touristes.

## Biographie
Violoniste de formation, Jean-Claude Annoux s'était lancé dans la chanson en 1957 et était devenu l'ami de Bernard Dimey. Avoir écrit des chansons pour Marcel Amont, Philippe Clay et Richard Anthony, il enregistre lui-même ses propres compositions dès 1963.
Une année plus tard, c'est la consécration avec son titre le plus célèbre Aux jeunes loups. Grâce à cette chanson, il remporte le Grand Prix de l'Académie Charles-Cros en 1965. D'autres succès suivent, dont Vive la mariée, Trois roses rouges ou bien encore Plus heureux que le roi.
Jean-Claude Annoux est victime d'un accident de voiture et ses projets musicaux sont suspendus. En 1993, après avoir écrit un livre au titre évocateur Gare au Show Biz, il compose et écrit une chanson du même titre qui deviendra un clip vidéo. Avec son épouse Nicole, il quitte sa chère butte Montmartre, et s'installe en vicomté de Turenne en Corrèze... Il collabore à Radio Vicomté, dirigée par Daniel Fender, où il anime une chronique hebdomadaire, caustique et indépendante. Au  centre culturel de Brive la Gaillarde, il crée un atelier de chansons ouvert aux jeunes talents.
En 1998, Jacques Teulet, artiste peintre et ami de Jean-Claude, expose ses toiles dans ce même centre culturel, exposition intitulée Les Mots d'Annoux, et composée uniquement d’œuvres inspirées des textes de Jean-Claude.... Le vernissage est ponctué d'un récital, Jean-Claude Annoux y chante quelques-uns de ses  morceaux  choisis. Autre ami de l'artiste, Jean-Claude Lézier, chante  en première partie, des chansons de Georges Brassens.
En 2000, Jean-Claude Annoux compose une symphonie d'envergure, Les 5 Saisons de la Vicomté. Cette œuvre ne sera hélas jamais jouée de son vivant. Alors qu'il allait participer à la première tournée Age tendre et tête de bois il disparait, le 2 octobre 2004 à Martigues. Il est incinéré à Luynes.

## Quelques chansons
- Les Touristes , (Gérard Bourgeois / Jean-Claude Annoux)
- A la première Sophie , (Jean Dupré / Jean-Claude Annoux))
- Aux jeunes loups , (Jean-Claude Annoux / Jean-Claude Annoux) GP Charles-Cros 1965
- C'est formidable , (R. Bernard / Jean-Claude Annoux)
- Je ne sais pas chanter les chansons d'amour , (Roland Valade / Jean-Claude Annoux)
- Le jour de notre amour , (Pierre Cour / Jean-Claude Annoux)
- Les amants , (Jean-Claude Annoux / Jean-Claude Annoux)
- Le cœur de la Maria , (Jean Dupré / Jean-Claude Annoux)
- Mort au champ d'amour "Ran pa ta plan" , (Pierre Cour / Jean-Claude Annoux)
- Les gigolos , (Jean Peigné / Jean-Claude Annoux)
- La demande en mariage , (Roland Valade / Jean-Claude Annoux)
- La Bourrique , (Jean Dupré / Jean-Claude Annoux)
- Don Juan , (Jean-Claude Annoux / Jean-Claude Annoux)
- Le soleil s'est levé , (Jean-Claude Annoux / Jean-Claude Annoux)
- Les "Monsieur De" , (Jean-Claude Annoux / Jean-Claude Annoux)
- Rien à rien , (Jean-Claude Annoux / Jean-Claude Annoux)
- Plus heureux que le roi
- Vive la mariée , (Pierre Cour / Jean-Claude Annoux)
- Celles que l'on épouse , (Jean-Claude Annoux / Jean-Claude Annoux)
- Le voyage à Venise  ,  en duo avec Lia Sinclair  (Jean-Claude Anoux / Jean-Claude Annoux)
- Le signe du Taureau , (Jean-Claude Annoux / Jean-Claude Annoux)
- Je suis contre , (Jean-Claude Annoux / Jean-Claude Annoux)
- Moi, ma fleur , (Jean Dupré / Jean-Claude Annoux)
- La messe de Pâques , (Jean Dupré / Jean-Claude Annoux)
- Marie Tout court , (Jean Dupré & Jean Claude Annoux  / Jean-Claude Annoux)
- Isabelle , (Paul Piot / Jean-Claude Annoux)
- La fête à la java , (Olivier Jeunes & Jean-Claude Annoux / Jean-Claude Annoux)
- Nous étions douze , (Jean Dupré & Jean-Claude Annoux / Jean-Claude Annoux)
- Trois roses rouges , (Pierre Cour / Jean-Claude Annoux)
- Dis-moi un peu où tu m'emmènes , (Stéphan Reggiani / Jean-Claude Annoux)
- Les enfants du bon dieu , (Jean-Claude Annoux / Jean-Claude Annoux)
- Toi ma vie de grand soleil , (Catherine Argell / Jean-Claude Annoux)
- Les boutons de jeunesse , (Jean Dupré / Jean-Claude Annoux)
- Je finirai ma vie à l'armée du salut , (Bernard Dimey / Jean-Claude Annoux)
- Gribouille , (Jean-Claude Annoux / Jean-Claude Annoux)
- Deroulède , (François Deguelt / Jean-Claude Annoux)
- Laissez-moi trois minutes , (Marie-Pier Cadet / Jean-Claude Annoux)
- Les moulins de Montmartre , (Jean-Pierre Mottier / Jean-Claude Annoux)
- Les Zazous d'aujourd'hui , (Catherine Argall / Jean-Claude Annoux)
- Les vieilles putes , (Bernard Dimey / Jean-Claude Annoux)
- Mon ami Bernard Dimey , (Poésie)
- La guerre de Troie , (Jean-Claude Annoux / Jean-Claude Annoux)
- A Bidou
- Gare au Show biz (1993), avec un livre éponyme suivi d'un clip vidéo
- Brest , (Jean-Claude Annoux / Jean-Claude Annoux)
- Les Mères , (Paul Piot / Jean-Claude Annoux)
- Un Câlin , (Jean-Claude Annoux / Jean-Claude Annoux)